# Cladomyza
- Commons
- Wikispecies

Cladomyza é um género botânico pertencente à família Santalaceae.